# Загальний прогресивний конгрес
Загальний прогресивний конгрес (англ. All Progressives Congress APC) — одна з трьох основних сучасних політичних партій Нігерії разом із Народно-демократичною партією (PDP) і Лейбористською партією (LP). 
Заснована 6 лютого 2013 року в результаті злиття трьох найбільших опозиційних партій Нігерії 

, 
партія прийшла до влади після перемоги партійного кандидата Мухаммаду Бухарі
 
на парламентських виборах 2015 року. 
 
Це стало першим випадком в історії Нігерії, коли опозиційна партія скинула правлячу партію, і влада була передана мирним шляхом.

У 2015 році APC здобула більшість місць у Сенаті та Палаті представників, хоча їй не вдалося здобути надбільшість, щоб перекрити можливість PDP блокувати законодавчу гілку влади. 

 
Під час першого терміну Бухарі хвилі перебіжчиків призвели до втрати федеральної законодавчої більшості у 2018 році, причому президент Сенату Букола Саракі та спікер Палати представників Якубу Догара були серед десятків законодавців, що перейшли до НДП. 

Проте, Бухарі було переобрано на парламентських виборах 2019 року, на яких партія також зміцнила свою більшість в обох палатах.

## Утворення
Партія, утворена в лютому 2013 року, є результатом злиття трьох найбільших опозиційних партій Нігерії – Конгресу дій Нігерії (ACN), Конгресу за прогресивні зміни (CPC) та Загальнонігерійської народної партії (ANPP) разом із фракцією що відкололася  Загальнопрогресивного великого альянсу (APGA) і нова PDP – фракція тоді правлячої Народно-демократичної партії. 

31 липня 2013 року партія здобула схвалення незалежної національної виборчої комісії (INEC) стати політичною партією, а згодом відкликала ліцензії на діяльність трьох партій, які об’єдналися (ACN, CPC і ANPP). 

## Вибори

### Президентські вибори
| Рік  | Кандидат         | Віце-президент | Голосів    | %      | Результат |
| ---- | ---------------- | -------------- | ---------- | ------ | --------- |
| 2015 | Мухаммаду Бухарі | Ємі Осінбаджо  | 15,424,921 | 53.96% | Обраний   |
| 2019 | Мухаммаду Бухарі | Ємі Осінбаджо  | 15,191,847 | 55.60% | Обраний   |
| 2023 | Бола Тінубу      | Кашим Шеттіма  | 8,794,726  | 36.61% | Обраний   |

### Вибори в палату представників і сенат
| Вибори | Палата представників | Палата представників | Палата представників | Палата представників | Палата представників | Сенат      | Сенат  | Сенат    | Сенат | Сенат   |
| Вибори | Голосів              | %                    | Місць                | +/–                  | Позиція              | Голосів    | %      | Місць    | +/–   | Позиція |
| ------ | -------------------- | -------------------- | -------------------- | -------------------- | -------------------- | ---------- | ------ | -------- | ----- | ------- |
| 2015   |                      |                      | 212 / 360            |                      | ▲ 1st                |            |        | 60 / 109 | ▲ 19  | ▲ 1st   |
| 2019   | 12,931,229           | 47.38%               | 217 / 360            | ▲ 7                  | ▬ 1st                | 13,392,474 | 48.31% | 64 / 109 | ▲ 4   | ▬ 1st   |